# Taeniatherum
Taeniatherum is een geslacht uit de grassenfamilie (Poaceae). De soorten van dit geslacht komen voor in Europa, Afrika, gematigd Azië, tropisch Azië, Australazië en Noord-Amerika.

## Soorten
Van het geslacht zijn de volgende soorten bekend: 
- Taeniatherum asperum
- Taeniatherum caput-medusae
- Taeniatherum crinitum